# Gerador de funções

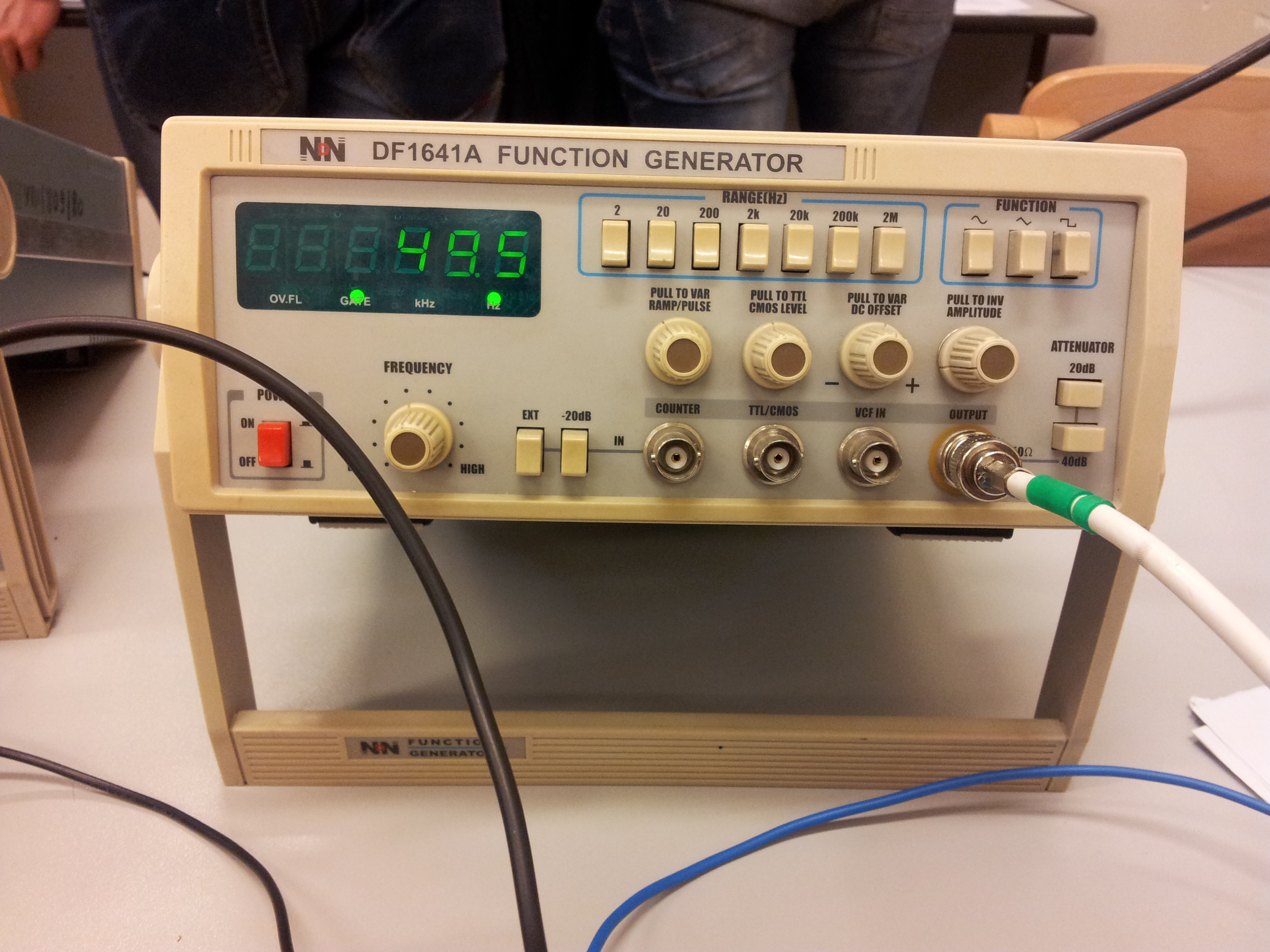
gerador de funções

Um gerador de funções é um aparelho eletrônico utilizado para gerar sinais elétricos de formas de onda, frequências (de alguns Hz a dezenas de MHz) e amplitude (tensão). É muito utilizados em laboratórios de eletrônica como fonte de sinal para teste de diversos aparelhos e equipamentos eletrônicos.
Um gerador de funções deve poder gerar sinais senoidais, triangulares, quadrados, dente-de-serra, com sweep (frequência variável), todos com diversas frequências e amplitudes. Normalmente ele possui um frequencíômetro acoplado e diversos botões de ajuste e seleção, além de conectores para saída do sinal.
Seu uso é muito ligado à utilização do osciloscópio, com o qual se pode verificar as suas formas de onda. Seu funcionamento é baseado em circuitos eletrônicos osciladores, filtros e amplificadores.
Alguns circuitos integrados que podem ser usados na montagem de geradores de função:
- ICL8038 (Intersil - funções seno, quadrado, triângulo, sweep)
- MAX038 (Maxim - funções seno, quadrado, triângulo, sweep)
- XR2206 (Exar - funções seno, quadrado, triângulo, sweep)
- NE566 (National - funções quadrado, triângulo).

## História
Embora muitos pensem que foi a avetek quem produziu o gerador de funções, em 1951, Hewlett-Packard Co., marca que produziu quase todo instrumento já criado, possuía o gerador de funções 202A. Projetado por Robert Brunner, o instrumento era especializado e de frequência muito baixa, focado principalmente em testar servos, vibrações e estudos geofísicos. O instrumento produzia ondas seno, quadradas e triangulares em frequências num intervalo de 0.01 a 1000 ciclos por segundo em cinco variedades. (Acontecimento antes da invenção do hertz.)
A Bell Labs tinha anunciado a invenção do transistor apenas três anos mais cedo, porém os transistores não podiam prover todas as funções que podiam ser obtidas com tubos, então não estavam em uso generalizado. O 202A usava tubos de vácuo, então era uma caixa grande, com medidas de 48,3 cm de largura x 33 cm de profundidade x 26,7 polegadas de altura- ainda pesando 17,2 kg. Pode ser que este não seja o primeiro gerador de funções, porém pessoas vagamente lembram de algum predecessor do 202A, afinal este foi o primeiro a chegar em frequências tão baixas.
O 202A mirou em um importante, porém, limitado mercado. Portanto o instrumento não era fácil de achar em qualquer mesa de um engenheiro, De fato, não se acham geradores de funções em qualquer faixa de frequência. Isso mudou na década de 1960, quando o gerador de funções - normalmente um gerador de funções Wavetek - se juntou ao osciloscópio, ao voltímetro digital e às fontes de alimentação como instrumentos essenciais. 

## Funcionamento
Um Gerador de Funções é um instrumento utilizado para gerar sinais elétricos de formas de onda. A frequência é variável (de alguns Hz a dezenas de MHz) assim como a amplitude do sinal (tensão). Estes aparelhos são muito utilizados em laboratórios como fontes de sinal para se efetuarem testes em diversos tipos de aparelhagem eletrônica. 

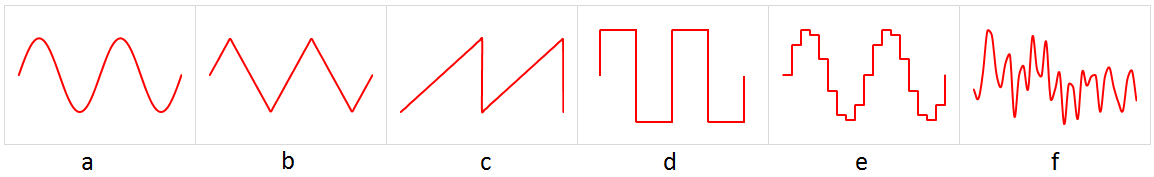
Na figura observa-se em 'a' uma onda senoidal, em 'b' uma triangular, em 'c' uma dente-de-serra, em 'd' uma onda quadrada, 'e' e 'f' são variações da senoidal.

O instrumento gera voltagens Vg variáveis como função do tempo t. Nos aparelhos disponíveis em laboratórios, é possível selecionar a forma de onda desejada, sua frequência (ou, equivalentemente, seu período) e sua amplitude. A voltagem gerada assumirá valores positivos ou negativos em relação a uma referência, que é denominada de GND (do inglês “ground”) ou terra. É possível gerar uma forma de onda quadrada, triangular, dente-de-serra ou senoidal, com diversos valores de frequências e amplitudes de voltagens. 
Em muitos modelos existe um frequencímetro acoplado, e um visor digital mostra o valor de frequência ajustado. Normalmente ele possui diversos botões de ajuste e seleção, além de saídas de sinal. O seu funcionamento é baseado em circuitos eletrônicos, osciladores, filtros e amplificadores, é largamente utilizado em laboratórios como fonte de sinal para calibrar e reparar circuitos eletrônicos, em conjunto com o osciloscópio, para visualizar sua frequência, amplitude do sinal e formas de onda, dentre as quais, senoidal, quadrada e triangular.
Para provar o aparelho basta ligar a unidade e observar num osciloscópios as formas dos sinais gerados e suas frequências. Para usar basta selecionar a forma de onda, a frequência e aplicar no circuito em teste. Com a ajuda de um osciloscópio o potenciômetro de ajuste de frequência pode ter uma escala calibrada em termos de frequência.